# MHF-Ungdom
MHF-Ungdom är en svensk nykterhetsorganisation för barn och ungdom, bildad 1970. I likhet med moderorganisationen Motorförarnas Helnykterhetsförbund inriktar man sig på trafiknykterhet. 
Medlemmarna är främst under 25 år och cirka 3 400 stycken, tillhörande två kategorier:
- MHF-Ungdom Helnykter (med krav på helnykterhet)
- MHF-Ungdom Trafiknykter.

MHF-Ungdoms högsta beslutande organ är kongressen. Det finns ett centralt kansli beläget i Stockholm och en administrativ filial i Ronneby. MHF-Ungdom är indelat i sjutton distrikt som i sin tur är uppdelade på ett 45-tal klubbar. Klubbarna bedriver olika ungdomsverksamheter men till största delen riktade mot olika motorsportverksamheter. 
MHF-Ungdom är en av medlemsorganisationerna i studieförbundet NBV.